# El extraño del pelo largo
El extraño del pelo largo es una canción y sencillo publicada en 1969 del grupo de rock argentino La Joven Guardia.

## Historia
Fue compuesto por el guitarrista Roque Narvaja y el bajista Enrique Masllorens. Fue editado en 1968 por la empresa discográfica Vik.
La canción fue un fenómeno comercial del momento, llevando a la banda hacia el éxito. En tres años, se vendieron 1.8 millones de copias.
Durante una entrevista, Félix Pando, integrante del grupo musical, declaró que inicialmente habían intentado grabarlo para la CBS pero fue rechazado: «Ellos decían que no se decía "pelo" sino "cabello"».
Debido al éxito de la canción, ese mismo año se estrenó una película homónima protagonizada por Litto Nebbia.

### Conflicto de autoría
Si bien la canción está acreditada a Hiacho Lezica (música) y Enrique Masllorens (letra), fue escrita en realidad por Roque Narvaja (música y letra) y Enrique Masllorens (música).

## Versiones
En 1983, el grupo musical argentino de punk rock Los Violadores, realizó una versión de esta canción en su primer disco, Los violadores.
En 1987, el grupo musical mendocino de rock Los Enanitos Verdes versionó la canción como parte de su álbum Habitaciones extrañas. Esta versión contiene elementos musicales más contemporáneos para la época. El sencillo fue grabado y mezclado en los Estudios Panda de Buenos Aires por CBS Discos, y logró ser uno de los mayores éxitos del grupo en toda Latinoamérica. De igual forma, su video fue uno de los más solicitados de ese año en las cadenas musicales de televisión en español.
Algunas hinchadas utilizaron su melodía para corear cánticos de fútbol: como la del Racing Club, que utilizó esta canción para entonar «Y vamos la Academia, y vamos vamos a ganar, vamos a ganar; yo te sigo a todas partes, yo te aliento y tengo aguante, cada vez te quiero más».

## En la cultura popular
El extraño del pelo largo fue usada como la canción principal de la exitosa película argentina El ángel (2018), de Luis Ortega. También fue usado como el nombre de un libro sobre el tenista chileno y ex número 1 ATP Marcelo Ríos.